# 少女、ふたたび
「少女、ふたたび」（しょうじょ、ふたたび）は、日本の女性歌手・南波志帆の3枚目のシングル。2012年3月7日、ポニーキャニオンから発売された。

## 収録曲
1. 少女、ふたたび [4:24]
作詞：小出祐介(Base Ball Bear)、作曲・編曲：矢野博康
  - TBS系ドラマ『家族八景 Nanase,Telepathy Girl's Ballad』主題歌[1]
  - tvk『saku saku』2012年3月度エンディング・テーマ[2]
2. トラベリンライト [4:41]
  - 作詞・作曲・編曲：宮川弾
  - 集英社『週刊ヤングジャンプ増刊アオハル sweet』『週刊ヤングジャンプ増刊アオハル bitter』エンディング・テーマ[3]

## ミュージック・ビデオ
「少女、ふたたび」のミュージック・ビデオは、関和亮監督のもと制作された。タワーレコードでは、先着購入者特典としてこのミュージック・ビデオを収録したDVDが配布された。